# Lancsou
Lancsou (kínaiul: 兰州) prefektúra szintű város Kínában, a Sárga folyó mentén, Pekingtől kb. 1200 km-re DNy-ra. Gansu tartomány székhelye és legnagyobb települése.
Nyugat-Kína fontos közlekedési csomópontja. A városban többek között olajfinomító, vegyi üzem, textilgyár működik. Lakosainak száma 4 359 446 fő (2020).

## Népesség
| 2010 | 3 616 163 |
| 2020 | 4 359 446 |

## Közlekedés

### Légi
A város forgalmas nemzetközi repülőtérrel is rendelkezik.

### Vasúti
A várost három nagysebességű vasútvonal is érinti:
- Lancsou–Ürümcsi nagysebességű vasútvonal
- Paocsi–Lancsou nagysebességű vasútvonal
- Hszücsou–Lancsou nagysebességű vasútvonal

Vasúti teherpályaudvara a 4. legnagyobb Kínában.

## Fordítás
- Ez a szócikk részben vagy egészben  a   Lanzhou című angol Wikipédia-szócikk fordításán alapul.  Az eredeti cikk szerkesztőit annak laptörténete sorolja fel. Ez a jelzés csupán a megfogalmazás eredetét és a szerzői jogokat jelzi, nem szolgál a cikkben szereplő információk forrásmegjelöléseként.